# Колос (Полонне)
«Колос» — український аматорський футбольний клуб з міста Полонне (Хмельницька область). Виступає в аматорському чемпіонаті України та чемпіонаті Хмельницької області.

## Історія
Футбольний клуб «Колос» розпочав своє існування у 2021 році, представляє місто Полонне, що на Хмельниччині. Клубні кольори — блакитно-жовті. Виступає у чемпіонаті та кубку Хмельницької області, у дебютному сезоні команда завоювала чемпіонське звання. В сезоні 2022/23 клуб дебютував на всеукраїнському рівні, а саме в чемпіонаті України серед аматорів.

### Персоналії
- Президент: Руслан Скримський.
- Головний тренер: Сергій Бадрак.
- Відомі футболісти: Олександр Жданов, Ігор Носарєв, Олег Кошка, Віталій Богданов, Артур Ващишин.

## Досягнення
- Чемпіонат України серед аматорів
  - Переможець групи 1: 2022/23
- Чемпіонат Хмельницької області
  -  Чемпіон (2): 2021, 2023, 2024
  -  Срібний призер: 2022
- Кубок Хмельницької області
  -  Володар (2): 2022[3], 2023, 2024